# Cinara chinookiana
Cinara chinookiana är en insektsart som beskrevs av Hottes 1955. Cinara chinookiana ingår i släktet Cinara och familjen långrörsbladlöss. Inga underarter finns listade i Catalogue of Life.